# محوطه بره زا
 محوطه بره زا مربوط به دوره تاریخی است و در شهرستان چرداول، بخش مرکزی، دهستان شباب، روستای طاق گاورین واقع شده است. این اثر در تاریخ ۳۰ دی ۱۳۸۵ با شمارهٔ ثبت ۱۶۸۹۳ به عنوان یکی از آثار ملی ایران به ثبت رسیده است.